# Phillip Lee

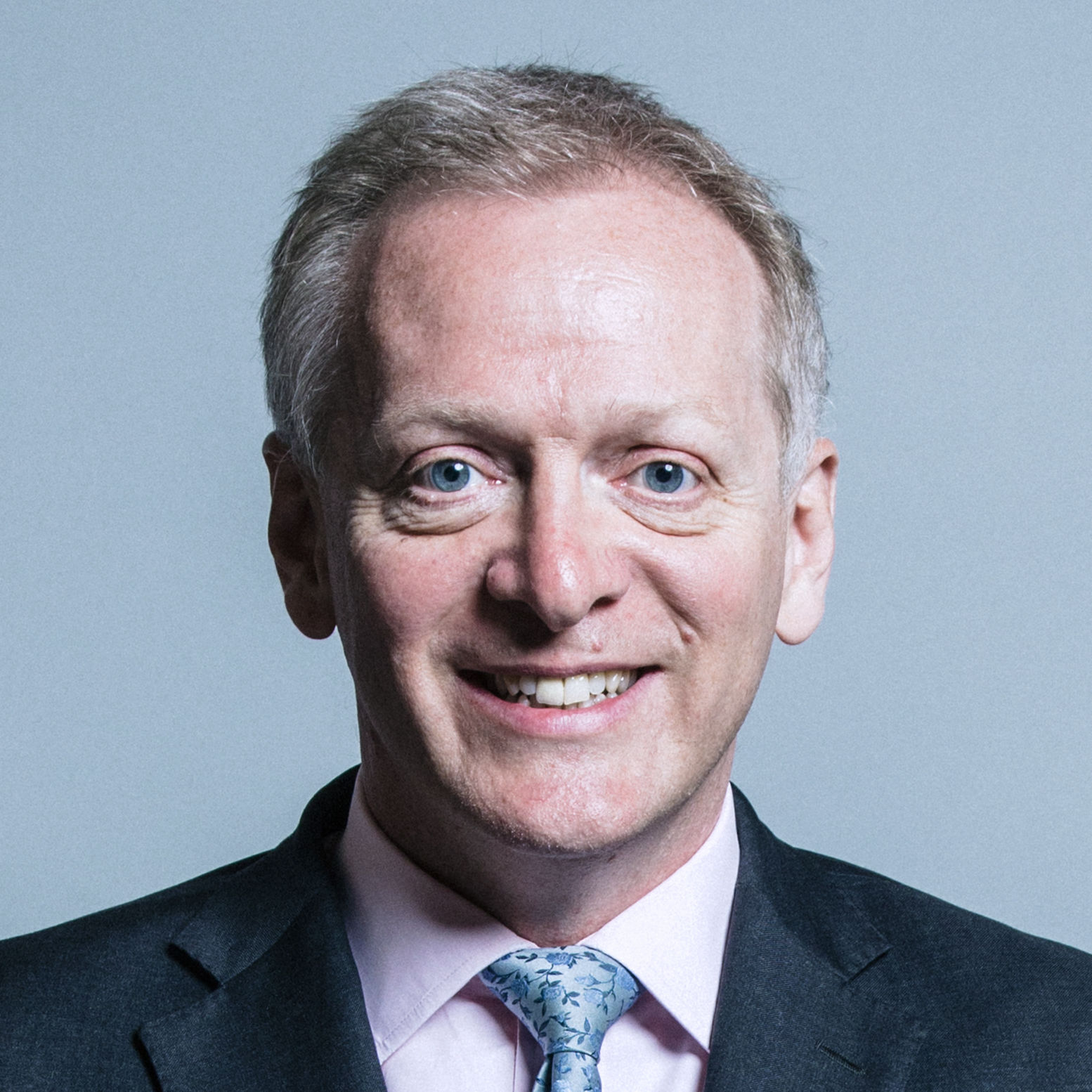
Phillip Lee

Phillip James Lee (* 28. September 1970 in Taplow, Buckinghamshire) ist ein britischer Politiker, der von 2010 bis 2019 als Abgeordneter für den Wahlkreis Bracknell dem House of Commons angehörte. Lee war Mitglied der Conservative Party, bis er am 3. September 2019 zu den Liberal Democrats übertrat. Damit verlor Premierminister Boris Johnson seine Mehrheit im Parlament.

## Leben
Phillip Lee studierte Humanbiologie und Biologische Anthropologie am King’s College in London und am Keble College der University of Oxford, woran sich ein Medizinstudium am Imperial College London anschloss, wo er auch promovierte. Ab 1999 war er als Arzt an mehreren Krankenhäusern in London und dessen Umgebung beschäftigt, ehe er als Hausarzt tätig wurde.

## Politik
Philip Lee war ab 1992 Mitglied der Conservative Party. 2001 trat er bei einer Nachwahl für einen Local Council in Beaconsfield an.
Bei der Britischen Unterhauswahl 2005 trat er als Kandidat für die Conservative Party im Wahlkreis Blaenau Gwent (Wales)  an, scheiterte jedoch am Labour-Kandidaten Peter Law.
Bei der Britischen Unterhauswahl 2010 wurde er im Wahlkreis Bracknell (Berkshire) für die Conservative Party zum Unterhausabgeordneten gewählt, als er sich gegen den Kandidaten der Liberal Democrats, Ram Earwicker, mit einem Vorsprung von über 15.000 Stimmen durchsetzte. Auch 2015 und 2017 gewann er diesen Wahlkreis.
Von 2016 bis 2018 war er Staatssekretär im Justizministerium. Er trat am 12. Juni 2018 aufgrund von Differenzen um den geplanten Brexit zurück.
Im Januar 2019 wurde er Vorsitzender von Right To Vote, einer parteiübergreifenden Initiative von Abgeordneten des Unter- und Oberhauses, die der Conservative Party, den Liberal Democrats oder The Independent Group For Change angehören oder unabhängig sind. Right To Vote strebt eine Volksabstimmung über das Austrittsabkommen mit der EU an.
Lee hatte beim Brexit-Referendum für Remain, also den Verbleib des Vereinigten Königreiches in der Europäischen Union, gestimmt, während in seinem Wahlkreis Bracknell 53,9 % der Abstimmenden für den Brexit gestimmt hatten. Lee verlor aufgrund seiner Haltung zum Brexit im Juni 2019 eine Abstimmung über seine Vertrauenswürdigkeit ( no confidence vote) der Conservative Party in seinem Wahlkreis Bracknell.
Seinen Übertritt von den Konservativen zu den Liberaldemokraten vollzog Lee am 3. September 2019 während einer Debatte des Unterhauses, als er inmitten einer Rede von Premierminister Johnson seinen Platz in den Reihen der Regierungsfraktion verließ und über den Mittelgang hinweg zur Oppositionsbank wechselte, wo er sich neben die Liberal-Democrats-Abgeordnete Jane Dodds setzte. In einem öffentlichen Schreiben an den Premierminister erklärte Lee, dass die Brexit-Diskussionen „bedauerlicherweise diese einst großartige Partei [die Konservativen, Anm.] in eine enge Fraktion verwandelt“ hätten, in der die konservative Haltung daran gemessen werde, wie radikal man für den EU-Austritt eintrete. Die Konservative Partei sei „von den Zwillings-Krankheiten Populismus und englischer Nationalismus befallen“.
Bei der Unterhauswahl 2019 kandidierte Lee nicht in seinem bisherigen Wahlkreis, sondern im Wahlkreis Wokingham, den jedoch der konservativen Brexit-Befürworter John Redwood wieder gewinnen konnte.